# 志田こはく
志田 こはく（しだ こはく、2004年〈平成16年〉5月25日 - ）は、日本の女優。埼玉県草加市出身。エープラス所属。
実姉はタレント・グラビアモデル・女優の志田音々。

## 略歴
小学5年生から中学2年生までフィギュアスケートに本気で取り組んでいたが、ケガをしたことでやめる。その時点で姉の志田音々はすでに芸能活動をしていたことから、「私もやってみたい」と思い始めて芸能界を目指すようになる。
2020年、ミス・ティーン・ジャパンに出場。結果は関東大会敗退だったが、会場での姿が現事務所の目に留まり、芸能界入り。
2021年、「ミスセブンティーン2021」のファイナリストに選ばれる。
2022年、舞台『六番目の小夜子』で俳優デビュー。同年3月6日、スーパー戦隊シリーズ『暴太郎戦隊ドンブラザーズ』のヒロイン・鬼頭はるか / オニシスター役でシリーズでは初めて21世紀生まれのヒロインとして連続テレビドラマ初出演。同年3月19日に発売された『週刊プレイボーイ』14号にて初表紙を飾り、初グラビアにして初めてとなる水着姿も披露した。

## 人物
芸名の「こはく」は、祖母が営んでいた店の名前に由来している。
特技はフィギュアスケート。
幼少期は外で遊ぶことが多かったため、アニメや特撮作品はあまり見てこなかったが、『暴太郎戦隊ドンブラザーズ』のオーディションを受けるにあたって所属事務所の先輩である新條由芽が出演していた『魔進戦隊キラメイジャー』を観て勉強したという。

## 出演

### テレビドラマ
- 暴太郎戦隊ドンブラザーズ（2022年3月6日 - 2023年2月26日、テレビ朝日） - 語り部[14]・鬼頭はるか / オニシスター 役[10][9]
- 私がヒモを飼うなんて（2023年3月29日 - 5月17日、TBS） - 五十嵐桃 役[15]
- ガチ恋粘着獣 第4話 - 第8話（2023年4月30日 - 5月28日、朝日放送テレビ） - ゆっこ 役[16]
- CODE-願いの代償- 第1話（2023年7月2日、読売テレビ・日本テレビ） - ミク 役[17]
- 最高の生徒〜余命1年のラストダンス〜（2023年7月15日 - 9月23日、日本テレビ） - 二色愛未 役[18]
  - 最高の教師 1年後、私は生徒に■された 第5話（2023年8月12日、日本テレビ） - 二色愛未 役[注 1][要出典]
- リビングの松永さん（2024年1月9日 - 3月26日、関西テレビ・フジテレビ） - マホ 役[19]
- 伝説の頭 翔（2024年7月19日 - 9月6日、テレビ朝日） - 難波史帆 役[20]
- 年下彼氏2 episode15「告白はくりかえす」（2024年12月8日、朝日放送テレビ） - ヒロイン・ユキ 役[21]
- なんで私が神説教（2025年4月12日 - 6月14日、日本テレビ） - 安藤友理奈 役[22]
- 浅草ラスボスおばあちゃん（2025年7月5日 - 9月13日〈予定〉、東海テレビ・フジテレビ） - 日向松子（青年期） 役[23][24]

### 配信ドラマ
- スーパー戦隊シリーズ - 鬼頭はるか / オニシスター 役
  - 「暴太郎戦隊ドンブラザーズ」meets「センパイジャー」（2022年3月9日、YouTube）
  - 暴太郎戦隊ドンブラザーズ スピンオフ コレがドンブラザーズの名乗りだ！ 暴太郎のホントの姿!?（2022年3月30日、YouTube）
  - 忍風戦隊ハリケンジャーwithドンブラザーズ（2022年12月25日、東映特撮ファンクラブ）
  - 爆竜戦隊アバレンジャーwithドンブラザーズ（2023年8月27日、東映特撮ファンクラブ）[25]
  - 暴太郎戦隊ドンブラザーズVS暴太郎戦隊ドンブリーズ（2023年11月5日、東映特撮ファンクラブ） - 鬼頭はるか / オニシスター / かつ丼イエロー 役
- 最高の生徒 とある日の放課後（2023年7月26日 - 、日テレドラマ公式YouTubeチャンネル） - 二色愛未 役[26]
- 最期の授業-生き残った者だけが卒業-（2024年11月26日、UniReel） - 鈴木優衣 役[27]
- プロ彼女の条件 芸能人と結婚したい女たち シーズン3（2025年8月6日配信予定、BUMP） - 波間祐希 役[28]

### バラエティ
- THE突破ファイル（2024年5月23日・9月26日・10月24日・2025年3月13日・5月1日・7月24日、日本テレビ）

### 映画
- 暴太郎戦隊ドンブラザーズ THE MOVIE 新・初恋ヒーロー（2022年7月22日公開、東映） - 鬼頭はるか / オニシスター 役[29]
- ネムルバカ（2025年3月20日公開、ポニーキャニオン） - 福沢アキラ 役[30][31][32][33]

### オリジナルビデオ
- スーパー戦隊シリーズ（東映ビデオ） - 鬼頭はるか / オニシスター 役
  - 暴太郎戦隊ドンブラザーズVSゼンカイジャー（2023年9月27日）[34]
  - 王様戦隊キングオージャーVSドンブラザーズ（2024年10月9日）[35]

### 舞台
- 六番目の小夜子（2022年1月7日 - 16日、新国立劇場 小劇場） - 西野真耶 役[36][37]
- 内村文化祭'24 還暦（2024年10月20日、熊本城ホール / 11月1日 - 3日、KAAT神奈川芸術劇場）[38]
- クリス、いってきマス!!!（2024年12月1日 - 15日、サンシャイン劇場 / 12月20日 - 22日、COOL JAPAN PARK OSAKA TTホール / 12月26日・27日、ウインクあいち） - アンバー 役[39]
- 内村文化祭'25 芳醇（2025年9月6日・7日、梅田芸術劇場 シアター・ドラマシティ / 9月12日・13日、浅草公会堂 / 9月20日・21日、多賀城市民会館 大ホール）[40]

### ランウェイ
- 第37回 マイナビ 東京ガールズコレクション 2023 AUTUMN／WINTER（2023年9月2日、さいたまスーパーアリーナ）[41]

### 玩具
- 暴太郎戦隊ドンブラザーズ ドンブラスター -MEMORIAL EDITION-（2023年11月20日）
- 暴太郎戦隊ドンブラザーズ ザングラソード -MEMORIAL EDITION-（2024年1月26日）
- 暴太郎戦隊ドンブラザーズ ニンジャークソード -MEMORIAL EDITION-（2024年3月18日）

## 書籍

### デジタル写真集
- 鬼カワ！17歳。（2022年3月19日、集英社）[42]
- 海街の放課後（2022年7月25日、小学館）[43]
- 少女と大人の狭間で（2023年5月22日、集英社）[44]
- 琥珀色の時（2025年4月21日、集英社）[45]

## ディスコグラフィ

### キャラクターソング
| 発売日         | 商品名                                              | 歌 | 楽曲                                   | 備考                                               |
| -------------- | --------------------------------------------------- | --- | -------------------------------------- | -------------------------------------------------- |
| 2022年11月23日 | 暴太郎戦隊ドンブラザーズ EP vol.4                   | ドンモモタロウ / 桃井タロウ（樋口幸平）、サルブラザー / 猿原真一（別府由来）、オニシスター / 鬼頭はるか（志田こはく）、イヌブラザー / 犬塚翼（柊太朗）、キジブラザー / 雉野つよし（鈴木浩文）、ドンドラゴクウ / ドントラボルト / 桃谷ジロウ（石川雷蔵）、ソノイ（富永勇也）、ソノニ（宮崎あみさ）、ソノザ（タカハシシンノスケ） | 「アバターパーティー!ドンブラザーズ!」 | 特撮テレビドラマ『暴太郎戦隊ドンブラザーズ』関連曲 |
| 2023年3月1日   | 暴太郎戦隊ドンブラザーズ キャラクターソングアルバム | オニシスター / 鬼頭はるか（志田こはく） | 「Try it!」                            | 特撮テレビドラマ『暴太郎戦隊ドンブラザーズ』関連曲 |